# Finto Manereg Forest Park
Der Finto Manereg Forest Park ist ein Waldgebiet im westafrikanischen Staat Gambia.

## Topographie
Der 1012 Hektar große Wald liegt in der West Coast Region im Distrikt Kombo East und liegt südlich der South Bank Road, Gambias wichtigster Fernstraße. Der Finto Manereg Forest Park liegt auf dem Streckenabschnitt zwischen den Orten Brikama und Bwiam, ungefähr 20 Kilometer nach Brikama. Der nächstgelegene Ort Faraba Banta ist ungefähr fünf Kilometer nördlich entfernt.

## Flora und Fauna
In dem recht naturbelassenen Baumbestand leben zahlreiche Vögel und Schmetterlinge.